# Ampedus pooti
Ampedus pooti là một loài bọ cánh cứng trong họ Elateridae. Loài này được Wurst miêu tả khoa học năm 1995.